# Samuel J. Tedesco
Samuel J. Tedesco, född 1915, död 5 augusti 2003 var en amerikansk politiker som var viceguvernör i Connecticut från 1963 till 1966. Detta var under en del av den tid som John N. Dempsey var guvernör.